# Карпинець Ярослав Петрович
Ярослав Петрович Карпинець (псевдо: «Ізидор», «Циган») (* 1 квітня 1905(?10.04.1905), м. Івано-Франківськ — † 28 квітня 1944) — діяч УВО, ОУН, засуджений на Варшавському процесі 1936.

## Життєпис
Ярослав Карпинець народився в Івано-Франківську. В юнацькі роки був активним членом Пласту. Навчався у Станіславській гімназії.

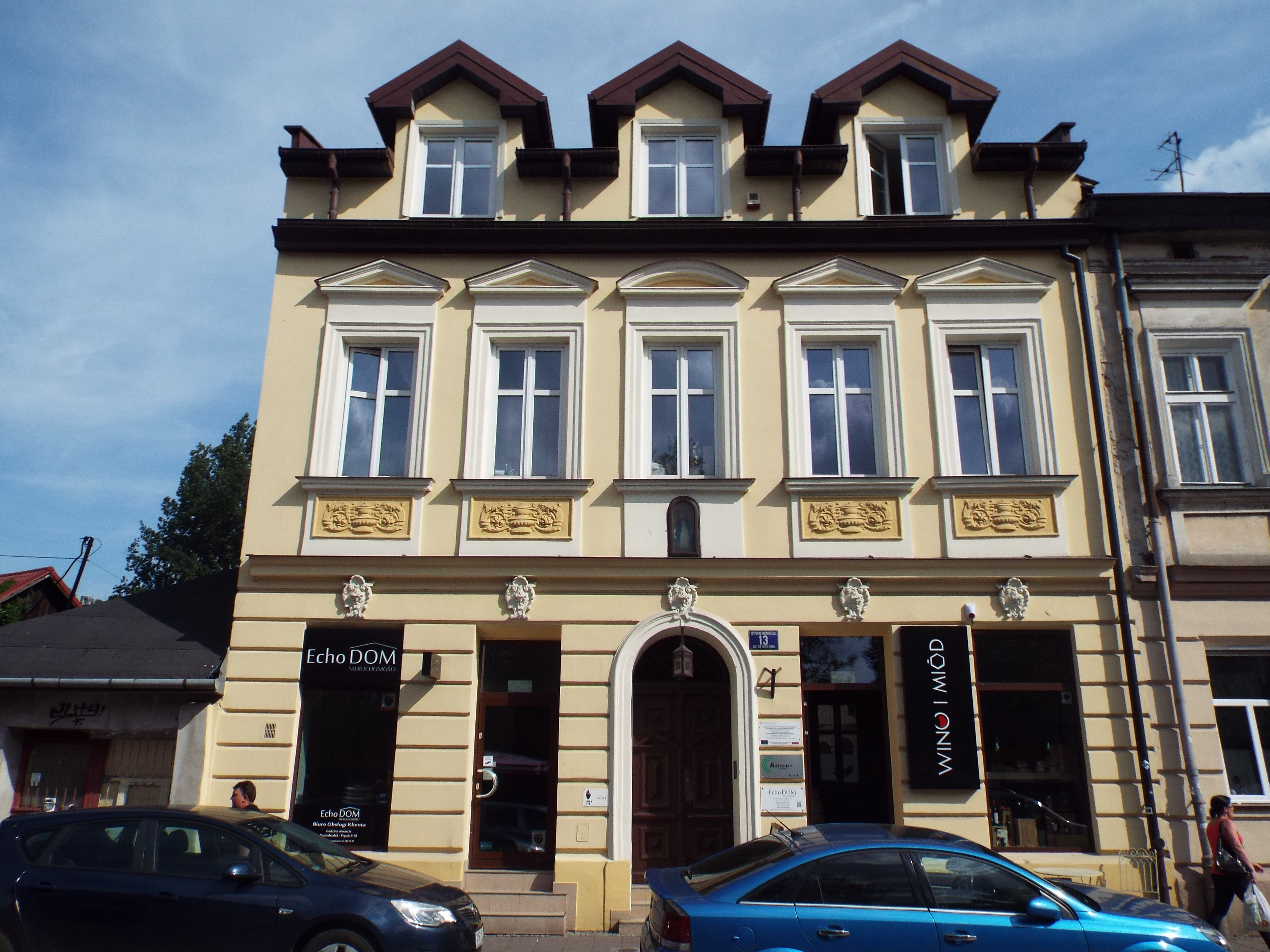
Будинок на Дембніцькому ринку 13 в Кракові, де в 1943 р. знаходилася хімічна лабораторія Ярослава Карпинця. Фото 2019 р.

Згодом навчався у Краківському університеті, вивчав хімію. Разом із університетським товаришем Миколою Климишиним організували Краківську станицю ОУН. У своєму помешканні Ярослав Карпинець організував хімічну лабораторію за адресою вул. Дембницький ринок (Rynek Debnicki), 13a, у якій виготовив бомбу для замаху на міністра внутрішніх справ Польщі Броніслава Перацького. Бомба не вибухнула і стала речовим доказом, завдяки якому Карпинця заарештувала польська поліція 14 червня 1934 року. Будинок, в якому розташовувавлася лабортаорія вцілів в сучасному Кракові. 
Засуджений на Варшавському процесі до смертної кари, яка була замінена на довічне ув'язнення. Вийшов на волю у вересні 1939.
Загинув у боротьбі з більшовиками.